# Saulo Benavente
Saulo Benavente (Buenos Aires, 11 de febrero de 1916- Buenos Aires, 26 de junio de 1982) pintor, vestuarista, ambientador y escenógrafo, fue uno de los escenografos decanos de Argentina. 

## Trayectoria profesional
Hijo del dramaturgo Francisco Benavente y Aída Padín - de familia de actores - trabajó incansablemente desde los 16 años hasta su muerte. 
Se inició en su profesión trabajando como obrero en el teatro Odeón, dirigido por el artista y escenógrafo Rodolfo Franco, quien le recomendó que estudiará en la Escuela Superior de Bellas Artes de la Nación Ernesto de la Cárcova, donde Franco dictaba cátedra de escenografía, se inscribe en la escuela en 1948. 
Recordándose sus escenografías (más de 500, divididas en 370 teatrales, 63 cinematográficas, 55 operísticas y 4 ciclos televisivos) para el Teatro Colón (debut en 1949 con Die Frau ohne Schatten de Richard Strauss), para el grupo La Máscara, Orion le Tueur y Poof en el Instituto de Arte Moderno; La Loca de Chaillot, Cuando la muerte clava sus banderas de Omar Del Carlo, "Léocadia", de Jean Anouilh, "Ondina", de Jean Giraudoux para Delia Garcés,"Bodas de Sangre", "Madre Coraje y sus hijos", "El Corazón Extraviado", "El diario de Ana Frank", "El Delator", "La Voix de la Tour Torelle" (Paris), "Leocadia" (Santiago de Chile), "Santos Vega" (Montevideo), "Cosi Fan Tutte" (San Pablo), "Facundo", "Un Guapo del 900", "La Vengadora" (USA) y "El Paraíso", entre otras y en trabajos con Orestes Caviglia, Lola Membrives, Alfredo Alcón, María Rosa Gallo, Cecilio Madanes, Antonio Cunill Cabanellas y otros. 
Fue Director Escenográfico del Teatro Nacional de Comedia Cervantes en los años 1956, 1957 y 1959, Secretario General del Centro Argentino del Instituto Internacional del Teatro desde 1957. De 1963 a 1976 ejerció como profesor de escenografía cinematográfica en la Escuela de Cine de la Universidad Nacional de La Plata. Ocupó el cargo de Presidente de la Sociedad de Escenógrafos de la Argentina durante los años 1961, 1962, 1963 y 1966. Hasta 1976 fue profesor de escenografía, luminotécnica y escenotécnica de la Escuela Superior de Arte Dramático de la Nación; Jefe de Cátedra de Teoría Escenográfica y Escenotécnica en el Instituto Superior del Teatro Colón y profesor de escenografía de la Facultad de Arte y Medios de Comunicación.
Lucrecia de Oliveira Cézar en la revista París en América, en mayo de 1951 escribe: "Maravillada por su talento y por el acierto con que logra dar clima a las obras, me he puesto a pensar quién como él merece el título de artista, porque ser pintor o escenógrafo no quiere decir ser artista, como tampoco el que escribe es escritor, y ser escritor no es ser poeta, y Saulo es artista y poeta".
Su biografa Cora Roca cuenta una anécdota sobre su adhesión al comunismo "Durante el primer peronismo y frente al temor de ser perseguido, diseñó y construyó en su casa un escondite al que se accedía girando una biblioteca similar al de Ana Frank durante la Segunda Guerra Mundial que sólo volvió a pensar que podía serle de utilidad poco antes del golpe de 1976, cuando se enteró de que había sido incluido en las listas negras de la Triple A".(1)
Se casó con Alicia Míguez Saavedra y con la vestuarista y escenógrafa Graciela Galán con quien tuvo su hija Maria Saula Benavente.

## Filmografía
Escenógrafo
- La Mary (1974)
- La madre María (1974)
- Quebracho (1974)
- Una excursión a los indios ranqueles (1965)
- Lindor Covas, el cimarrón (1963)
- La fusilación o El último montonero (1963) dir. Catrano Catrani
- Una excursión a los indios ranqueles (1963)
- Une blonde comme ça (1962)
- Alias Gardelito (1961)
- El romance de un gaucho (1961)
- Los inundados (1961)
- El campeón soy yo (1960)
- Shunko (1960)
- Simiente humana (1959)
- Campo arado (1959)
- Historia de una carta (1957)
- La muerte en las calles (1952)
- El hombre señalado (1957)
- El último perro (1956)
- Bendita seas (1956)
- Goleta austral (1956)
- La muerte flota en el río (1956)
- Marianela (1955)
- Concierto para una lágrima (1955)
- Barrio gris (1954)
- Torrente indiano (1954)
- Corazón fiel (1954)
- El pecado más lindo del mundo (1953)
- El paraíso (1953)
- Intermezzo criminal (1953)
- Los troperos (1953)
- Mala gente (1952)
- Sala de guardia (1952)
- Facundo, el tigre de los llanos (1952)
- La encrucijada (1952)
- La parda Flora (1952)
- Sombras en la frontera (1951)
- Café cantante (1951)
- Hombres a precio (1950)
- Lejos del cielo (1950)
- Corazón (1947)
- El gran amor de Bécquer (1946)
- Viaje sin regreso (1946)
- Lauracha (1946)
- Chiruca (1945)
- Cuando en el cielo pasen lista (1945)
- Villa Rica del Espíritu Santo (1945)
- Puertos de ensueño (1942)

Director Artístico
- Sola (1976)
- Tango argentino (1969)
- Los inundados (1961)
- The Avengers (1950) (Estados Unidos)

Diseñador del foro
- Bendita seas (1956)
- Corazón (1947)
- Puertos de ensueño (1942)

Diseñador de vestuario
- El último perro (1956)

Decorador
- Bendita seas (1956)

## Premios principales
- Primer Premio de la Asociación de Críticos Teatrales 1955 y 1958
- Premio "Talía" por la mejor escenografía del año (1959)
- Premio "Rodolfo Franco" por su labor escenográfica teatral, otorgado por la Asociación Argentina de Autores y Fondo Nacional de las Artes (1961)
- Primer Premio a la Escenografía en Colores del Instituto Nacional de Cinematografía (1961)
- Premio "Alberto Padrón" al mejor trabajo escenográfico de la temporada, Fondo Nacional de las Artes (1973)
- Premio Anual Nacional del Ministerio de Cultura de Costa Rica (1980)
- Primer Premio del Instituto de Cultura Hispánica de Costa Rica (1980).
- Premio Especial "Molière Air France" por su trayectoria teatral y por su específica labor escenográfica, 1981
- Premio Konex de Honor, 1991

## Biografías
- Cora Roca, Saulo Benavente, INT 2008